# Guinée forestière

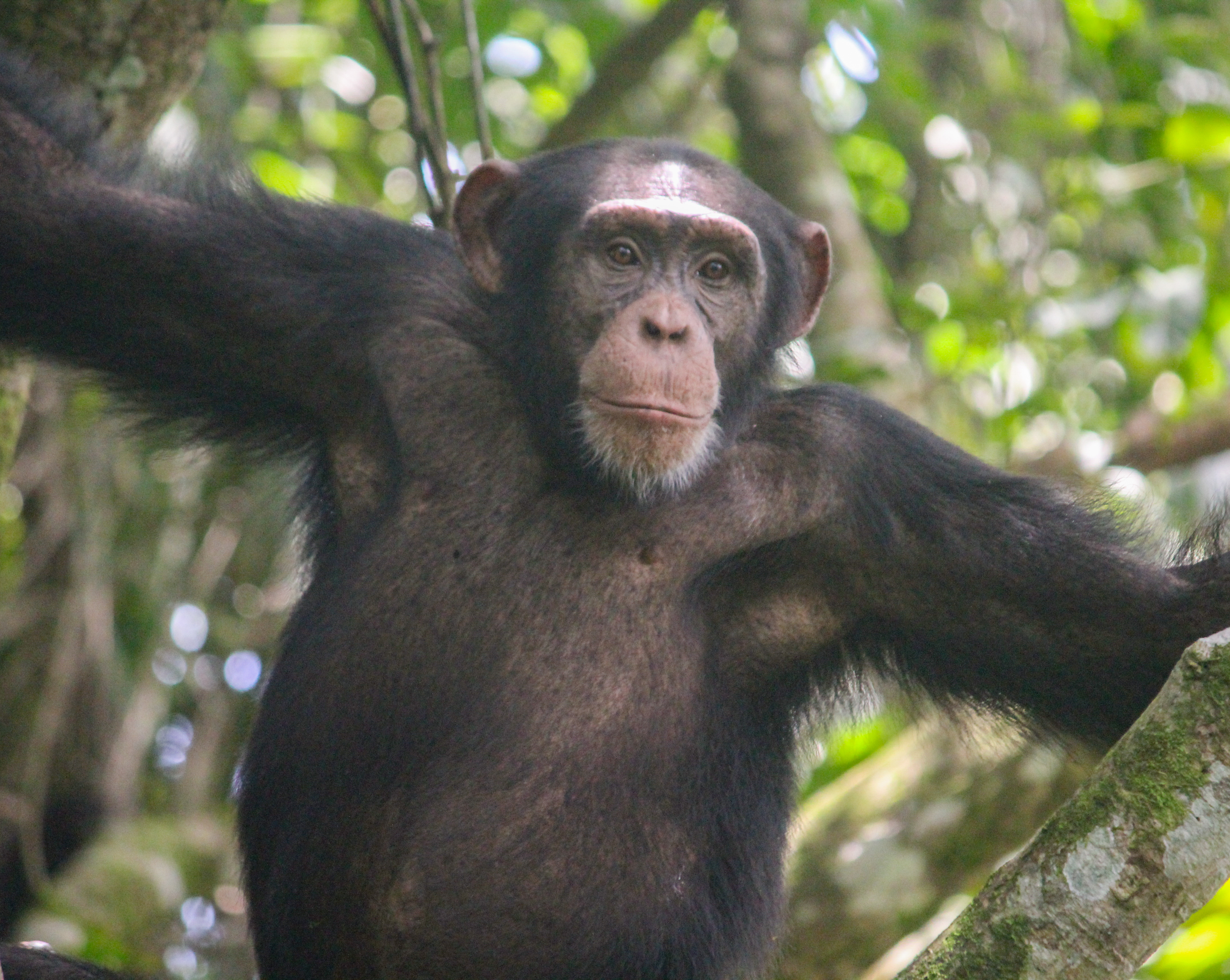
Chimpanzé de Bossou

La Guinée forestière est une région naturelle de la république de Guinée qui recouvre une superficie de 49 374 km2. N'Zérékoré en est la ville principale.

## Relief et environnement
La Guinée forestière correspond à la partie Sud du pays. Cette région, bénéficiant d'une saison des pluies plus longue que la Moyenne-Guinée et la Haute-Guinée est couverte de forêts. Ces forêts sont toutefois menacées par un défrichage intensif dû à l'afflux de centaines de milliers de réfugiés fuyant, au cours des dernières décennies, les conflits des pays voisins, au Liberia, en Sierra Leone et en Côte d'Ivoire. La Réserve naturelle intégrale du Mont Nimba s'étend à 70 % sur le territoire de la Guinée (le reste se trouve en Côte d'Ivoire). Elle est classée au Patrimoine mondial de l'UNESCO et recouvre l'essentiel de l'écotope du Mont Nimba, qui abrite plus de 200 espèces endémiques : duikers, grands félins (lions et léopards), civettes, et deux espèces de batraciens vivipares,,.
Le réserve de biosphère du massif de Ziama abrite, elle, plus de 1 300 espèces de plantes et plus de 500 espèces d'animaux.

## Ressources naturelles
Le sous-sol de la chaîne de Simandou et du Mont Nimba recèle des veines d’un minerai de fer considéré comme le plus pur au monde (teneur de 66-68 % de fer). Pour la Guinée, l'exploitation minière constitue l'une des principales ressources à l'exportation, mais elle constitue aussi une menace majeure pour l'environnement et la biodiversité.

## Ethnographie
La Guinée forestière est peuplée de Guerzés, Kissi, Mano, Konianké et Toma  qui sont parfois désignés collectivement sous l'expression « les forestiers ». Dans la préfecture de Beyla, ce sont toutefois les konianka qui sont majoritaires. Elle constitue l'une des quatre « régions naturelles » du pays qui ne correspondent pas au découpage administratif du pays (voir subdivision de la Guinée) mais présentent une certaine unité géographique, climatique, ethnique ou linguistique.
Contrairement aux autres régions de Guinée, qui sont majoritairement musulmanes, on trouve dans la région de Guinée forestière 22 % d'animistes, 15 % de chrétiens catholiques, et 5 % de chrétiens protestants (surtout des évangéliques), le reste de la population étant composé de musulmans sunnites.

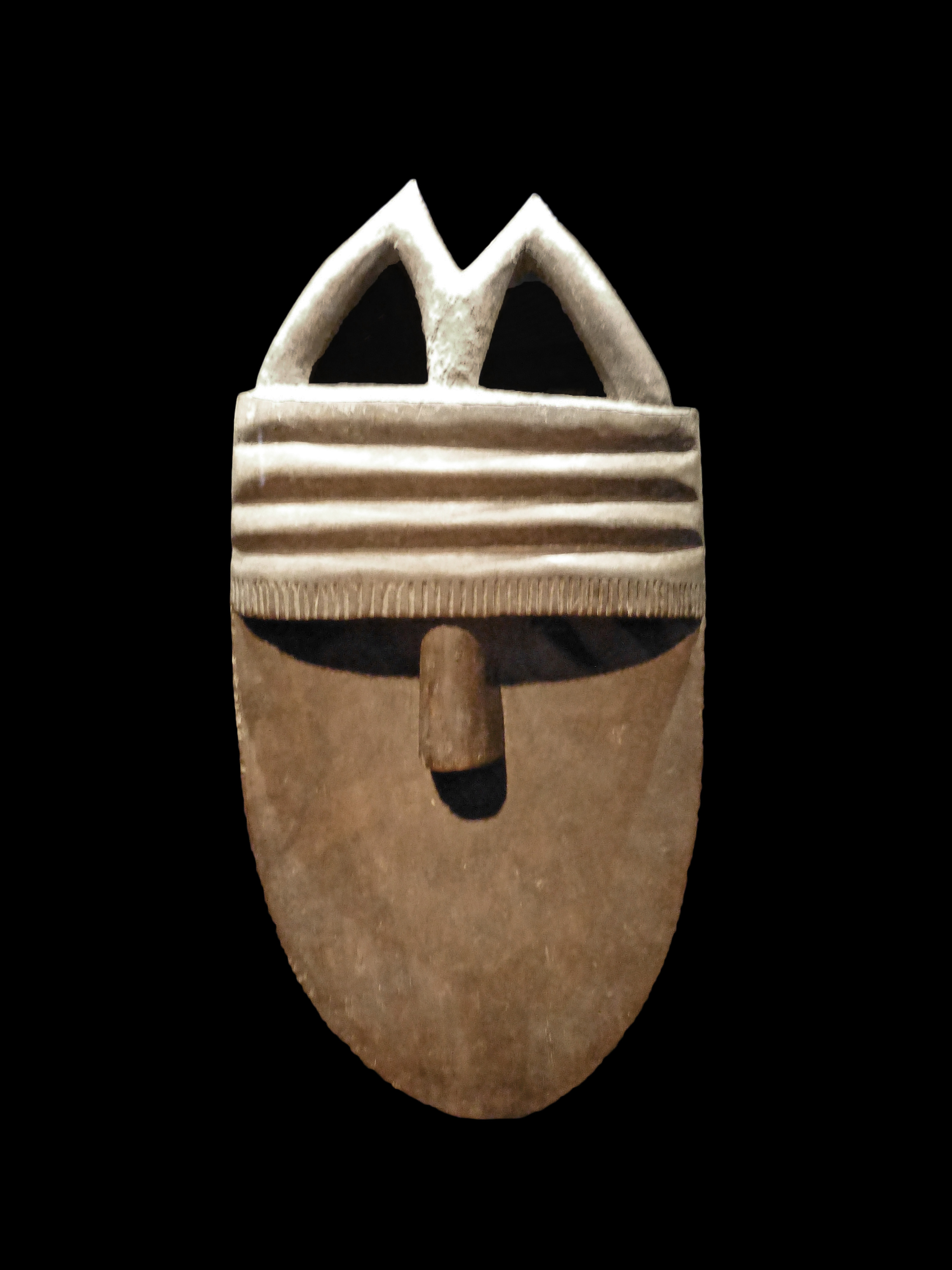
Masque Angbaï (culture Toma, de la Guinée forestière) au Musée du Quai Branly, Paris ;
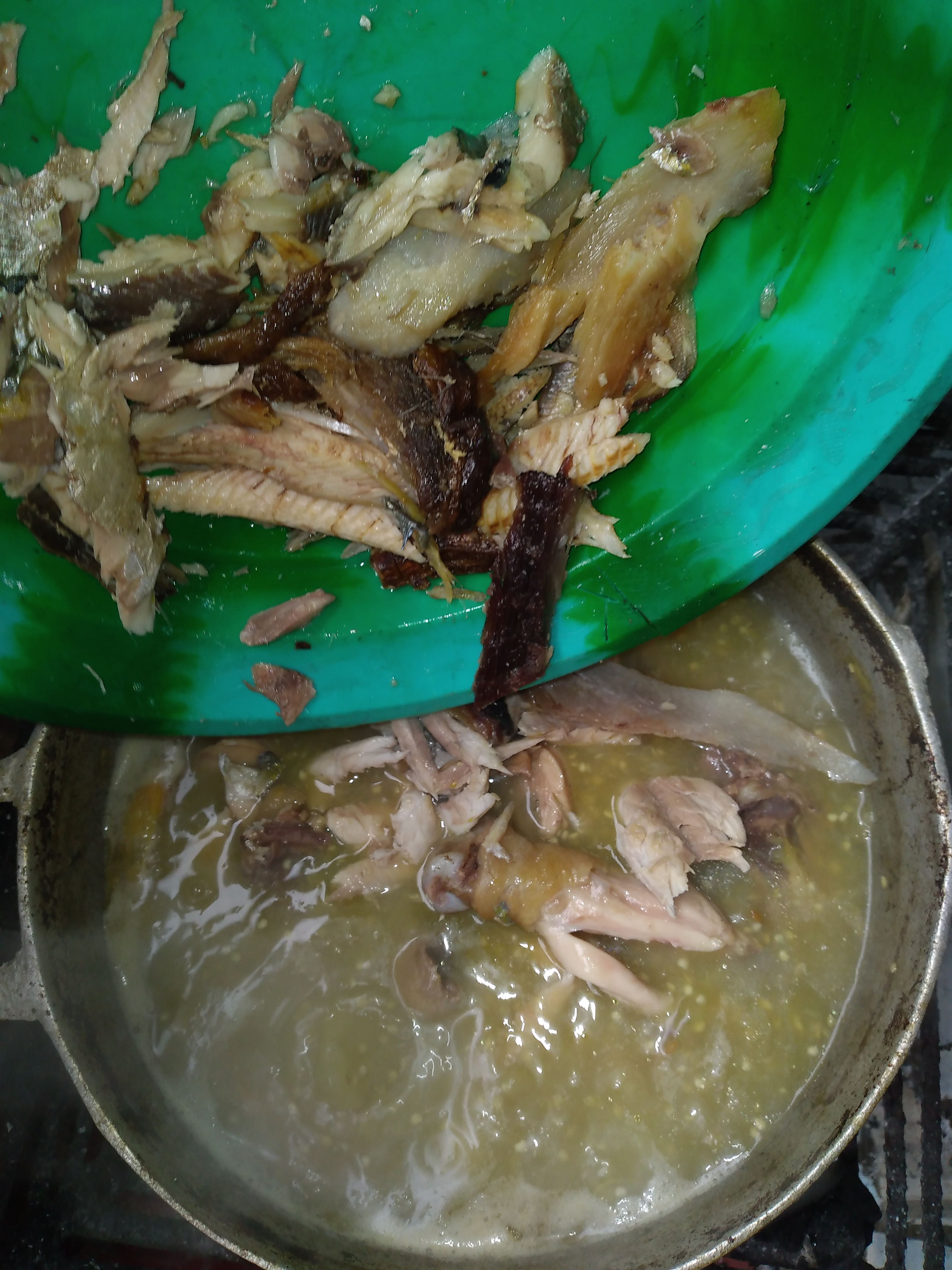
Préparation du Tobogui (ou Tonbo) en Guinée forestière ;
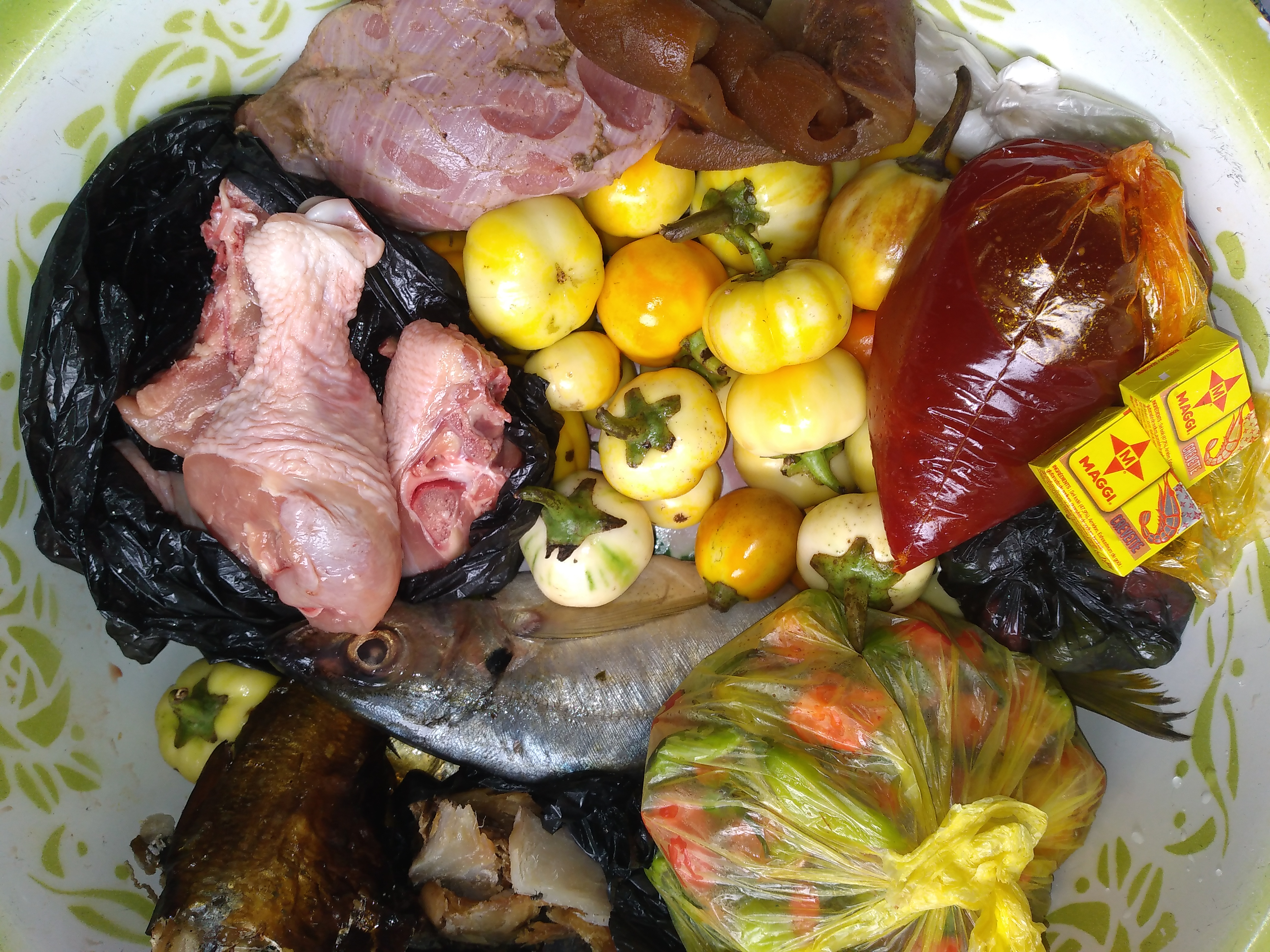
Ingrédients du Tobogui.